# Gestão Antonio Anastasia no governo de Minas Gerais
A Gestão Antônio Anastasia no governo de Minas Gerais é o período em que Antônio Anastasia ocupou o cargo de governador de Minas Gerais, de 31 de março de 2010 a 4 de abril de 2014. Antes de efetivamente comandar o executivo do Estado, Anastasia atuou como vice-governador, no período de janeiro de 2007 a março de 2010.
Anastasia deixou o governo mineiro com 49% de aprovação.

## Saldo da Gestão

### Comunicação
Em 2014, o governo Anastasia iniciou a segunda fase do programa Minas Comunica, em parceria com a Vivo.

### Infraestrutura
- Em Junho de 2010, o governo Anastasia iniciou o programa Caminhos de Minas, um conjunto de obras de infraestrutura viária que tinha como meta de ligar 297 municípios, pavimentando 8.122 km. Ao final do mandato, porém, apenas 0,5% da meta havia sido atingida.[3][4]
- Em 2013, foi iniciada uma grande obra de pavimentação de 63 quilômetros da MG-760, orçada em 120 milhões de reais. No entanto, apenas sete quilômetros de asfalto foram de fato construídos. A obra é promessa antiga da política mineira, mas encontra entraves ambientais para sair do papel.[5][6]
- O Governo de Minas, por meio do Departamento de Estradas de Rodagem de Minas Gerais (DER/MG), concluiu a pavimentação do segundo maior trecho do Programa de Pavimentação de Ligações e Acessos Rodoviários aos Municípios (ProAcesso). Trata-se do acesso ao município de Chapada Gaúcha, na região Noroeste do Estado, com 94,5 quilômetros de extensão. A rodovia pavimentada liga os municípios de Arinos e Chapada Gaúcha, e demandou aporte de R$ 60 milhões em recursos.[7]

#### Copa do Mundo de 2014
O governo Anastasia foi responsável por grande parte das preparações do estado para sediar a Copa do Mundo de 2014. Em uma reunião com a presidente Dilma Rousseff, Anastasia, reiterou que o cronograma das obras no Estado estava sendo rigorosamente cumprido e se mostrou otimista quanto aos investimentos no Aeroporto Internacional Tancredo Neves, em Confins, na Região Metropolitana de Belo Horizonte (RMBH).

### Educação
Ao final do período em que Anastasia esteve à frente do governo mineiro, o estado atingiu a melhor colocação no IDEB entre as Unidades da Federação no Ensino Fundamental, em 2014, e empatou no terceiro lugar em relação à qualidade do Ensino Médio, em 2013. A melhora foi atribuída à gestão pedagógica dos cursos.
Em 2012, o governo criou o programa Poupança Jovem, depositando mil reais para cada ano cursado do Ensino Médio numa caderneta de poupança dos alunos da rede pública. O programa foi criado como forma de diminuir a evasão, funcionando em cidades com altas taxas de evasão como um estímulo para manter os estudos. O benefício é limitado a 3 mil reais, referente aos três anos do Ensino Médio e só pode ser resgatado após a formatura do aluno.

#### Greve de servidores da educação
Em 2011, uma greve de 112 dias afetou a educação do estado de Minas Gerais. As revindicações dos grevistas foram em relação aos salários dos servidores.

### Saúde

#### Hospitais regionais
Anastasia autorizou obras para a construção de novos hospitais regionais em Teófilo Otoni, Governador Valadares e Juiz de Fora. O governo ainda investiu no hospitail de Betim.

### Transparência

#### Ficha Limpa mineira
De acordo com a legislação Ficha Limpa mineira, criada no governo Anastasia, estão impedidas de exercer cargos comissionados no governo pessoas que já tiveram mandato eletivo cassado, contas rejeitadas por irregularidade insanável ou foram condenadas pela Justiça Eleitoral em decisão sem possibilidade de recurso. Como na Lei da Ficha Limpa nacional, o decreto também barra os condenados por um órgão colegiado da Justiça por crimes mais graves, como contra a ordem tributária, meio ambiente e saúde pública, contra a vida, lavagem de dinheiro e crimes hediondos, entre outros.
O texto traz outras restrições, como a exclusão do quadros de comissionados dos donos de empresas em processo de liquidação judicial ou extrajudicial até um ano antes da indicação para o cargo, sócios de empresas declaradas inidôneas em ação sem chance de recurso, profissionais excluídos do exercício da profissão em decorrência de infração ético-profissional e juízes aposentados compulsoriamente.

#### DataViva
O governo Anastasia lançou o DataViva, ferramenta desenvolvida por meio do Escritório de Prioridades Estratégicas, em parceria com o professor Cesar Hidalgo, do Instituto Tecnológico de Massachusetts (MIT). A plataforma aberta oferece principalmente dados econômicos, entre outras informações dos mais diversos setores governamentais.
Desenvolvido 100% em software livre e com acesso aberto, o projeto recebeu aporte de R$ 1,2 milhão da Fundação de Amparo à Pesquisa do Estado de Minas Gerais (FAPEMIG).

### Saneamento

#### Água da Gente
Em cerimônia na Cidade Administrativa, o governador Antonio Anastasia reconheceu que os níveis de qualidade da água ainda são “insuficientes” e apresentou o Água da Gente, destinado a ampliar os sistemas de abastecimento e esgotamento sanitário. Os recursos foram para os 625 municípios atendidos pela Copasa. A meta era implantar 5,8 mil quilômetros de redes até 2016, além de concluir a construção de 107 estações de tratamento de esgoto (ETEs).
Minas Gerais lança 1,7 bilhão de litros de detritos todos os dias em rios e lençóis freáticos, segundo levantamento feito a partir dos dados do Sistema Nacional de Informações sobre Saneamento (Snis). E, de acordo com o Snis, o estado trata somente um quarto deste volume. Outro diagnóstico, da Fundação Estadual do Meio Ambiente (Feam), revelou a gravidade do problema. Se funcionassem em sua capacidade máxima, as ETEs até hoje instaladas só teriam alcance para tratar 40% dos detritos gerados.

## Defesa Social

### Plano Mineiro de Prevenção de Acidentes
O Plano Mineiro de Prevenção e Atendimento a Acidentes de Trânsito Terrestres foi instituído pelo decreto 45.466, assinado pelo governador Antonio Anastasia, em setembro de 2010. O documento contém diretrizes gerais que poderão ser adaptadas de acordo com as necessidades de cada município.

### Tornozeleiras
Anastasia sancionou no dia 12 de janeiro de 2011 a lei que altera normas de execuções penais, regulamentando procedimentos para o cumprimento da pena, visitas íntimas, autorizações de saída temporárias e as normas do sistema de monitoramento eletrônico dos presos por meio de tornozeleiras. O equipamento será usado por presos do regime semiaberto e de prisão domiciliar que se adequarem às exigências e se comprometerem em manter os cuidados necessários para o funcionamento do aparelho.

### Lei Delegada
A Subsecretaria Antidrogas passou a ser denominada Subsecretaria de Políticas sobre Drogas, ficando vinculada à Secretaria de Estado de Defesa Social (Seds). A antiga Subsecretaria Antidrogas era ligada à Secretaria de Estado de Esportes e Juventude (Seej). Foi mantida a concepção política de preocupação com a prevenção e a reinserção social de ex-usuários. A mudança se soma à criação do Comitê Intersetorial de Prevenção ao Uso Indevido de Drogas no combate ao problema.

### Novos presídios
Em 2011, a Seds assinou ordens de serviço para início da construção de dois novos presídios na região Centro-Oeste do Estado: um em Itaúna, com 302 vagas, e outro em Oliveira, com capacidade para 116 presos. O anexo do presídio de Três Corações, no Sul de Minas, com 146 vagas, foi inaugurado no dia 15 de fevereiro de 2012.  Em Ribeirão das Neves, uma Parceria Público Privada (PPP) viabilizou 1.827 vagas em sua primeira fase de construção, já em julho de 2012. Em 2013, o total de vagas oferecidas pela PPP chegou a 3.040.

### PROCURA-SE
Em 2011, a Seds, em parceria com a Polícia Militar, Polícia Civil e Instituto Minas Pela Paz criou o Programa PROCURA-SE, voltado para a prisão de foragidos de alta periculosidade para a sociedade. Com ajuda de denúncias da sociedade feitas por meio do Disque Denúncia 181, em quatro meses, o Programa já ajudou a prender 8 dos 18 criminosos mais procurados de Minas.